# Thiago Silva Matos
Thiago Silva Matos artistnamn Thiago, född 10 januari 1983, är en brasiliansk före detta fotbollsspelare. Han värvades till Kalmar FF 2006 från Fortaleza, för att ersätta Fabio Augusto när denna var skadad. 

## Spelstil
Thiago var en snabb, stark spelare med ett bra kombinationsspel. 